# Kostel svaté Kateřiny (Banská Štiavnica)
Kostel svaté Kateřiny v Banské Štiavnici je pozdně gotický chrám, nazývaný „slovenský“ od roku 1658, kdy se v něm začalo kázat slovensky.

## Výstavba a vysvěcení
Výstavba je datována v letech 1488 až 1491 a vysvěcení roku 1500. Rok 1491 se také uvádí jako datum založení kostela. Starší prameny dokonce uvádějí jako rok zahájení stavby 1443, respektive 1444, což odpovídá době, kdy se obyvatelstvo Banské Štiavnice po zničení starého města přestěhovalo na území dnešního města.

## Zakladatelé
Iniciátory výstavby kostela sv. Kateřiny byly zřejmě bohaté rodiny důlních podnikatelů, vlastnící domy na náměstí sv. Trojice („Ringburgeri“).

## Situace
Kostel stojí na poměrně prudkém svahu jako solitér uzavírající dolní část náměstí sv. Trojice. Orientován je přibližně severozápadně – jihovýchodně. Má dominantní postavení přímo ve středu města, na křižovatce dvou nejvýznamnějších středověkých městských komunikací – dnešního náměstí sv. Trojice a ulice Andreje Kmeťa. I dnes je situován na průsečíku hlavních komunikačních os města Banská Štiavnica.

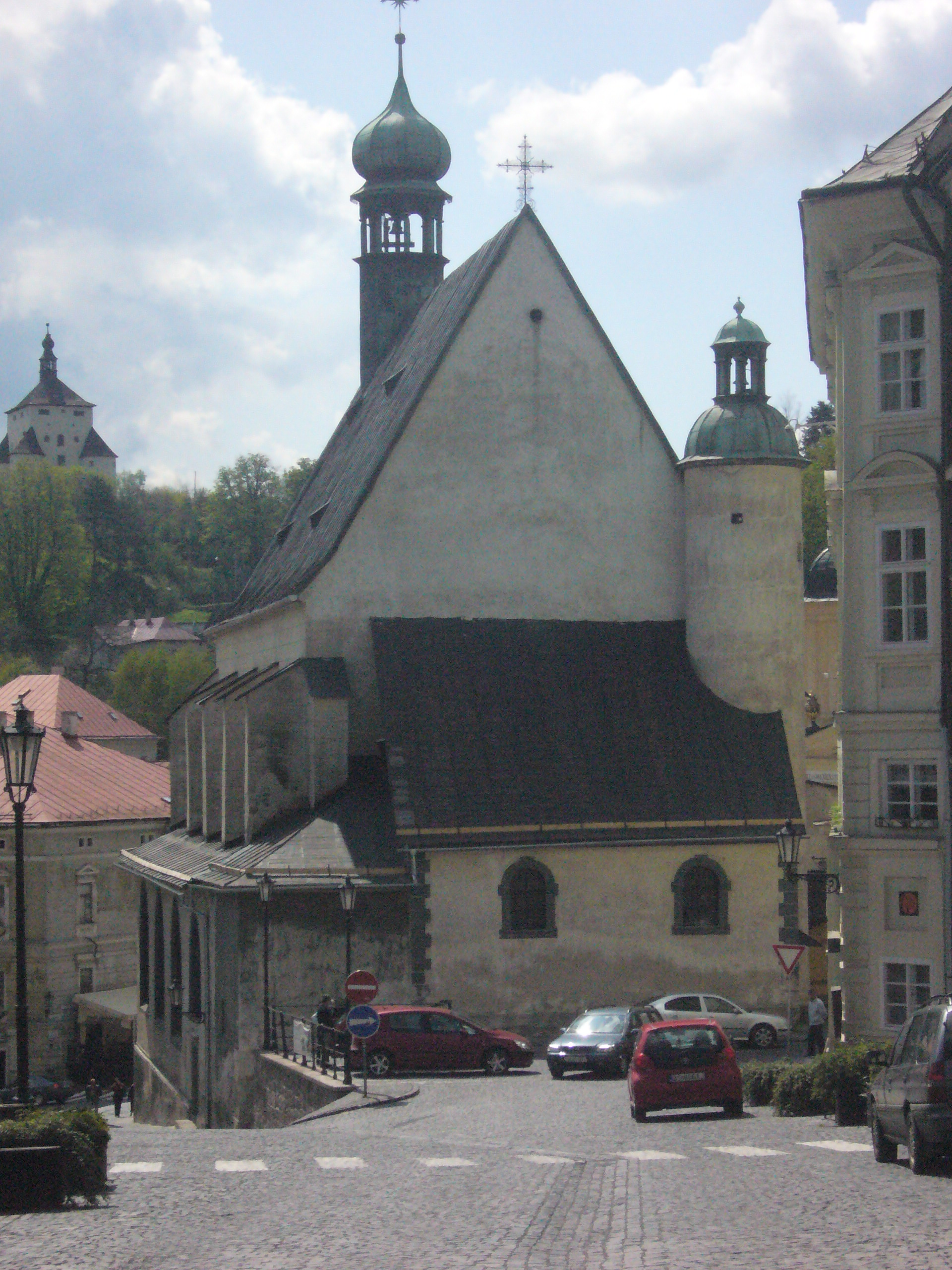
Pohled z Trojičného náměstí
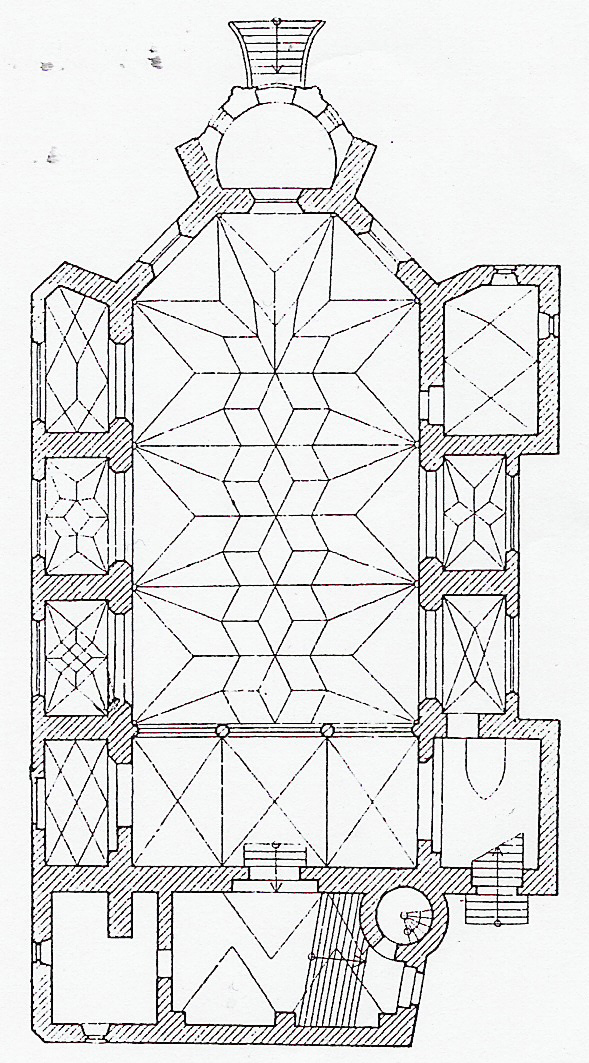
Půdorys kostela sv. Kateřiny
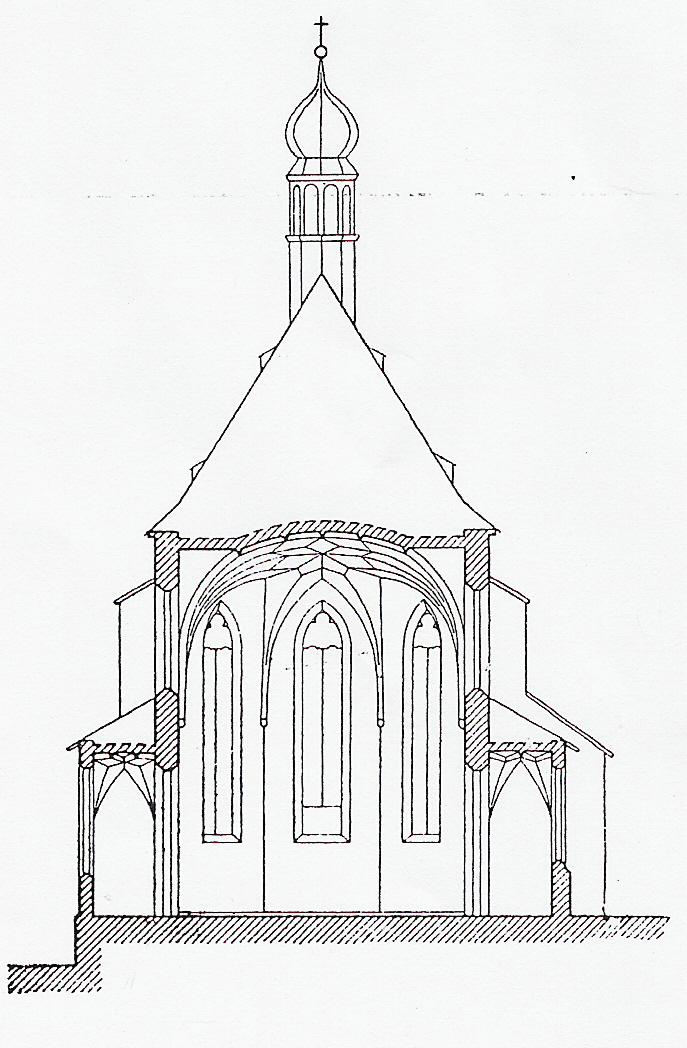
řez kostela sv. Kateřiny

## Dispozice
Kostel dispozičně představuje pozdně gotický halový jednolodní prostor s polygonálním uzávěrem svatyně, která bez dělení triumfálním obloukem splývá s lodí a západním chórem. V kostele se objevují charakteristické pozdně gotické opěrné pilíře vtažené dovnitř dispozice. Mezi opěrné pilíře po stranách lodě jsou vloženy na severní straně tři gotické kaple, z těla stavby vystupující sakristie a v západním směru šířkou i výškou přečnívající patrový prostor, který sloužil ve spodní části také jako kaple. Patro je vlastně rozšířením chóru, který je tudy přístupný přímo z exteriéru. Pod kostelem se nachází krypta, do které se pohřbívali starostové a významní měšťané. Před západním průčelím gotického kostela je původní vstupní portál.

## Interiér
O vysoké úrovni architektury svědčí i mnohé interiérové prvky, například jemně vypracované detaily portálů a figurálních konzol klenby, a zejména bohatě zdobená křtitelnice. Kaple se otevírají do lodi lomenými oblouky a zaklenuty jsou individuálními obrazci síťových, většinou hvězdicových kleneb. Patrový prostor u jihozápadního nároží lodi má valené klenby s lunetami. Hlavní loď je zaklenuta plynulou hvězdicovou – síťovou klenbou, která je velmi podobná klenbě hlavní lodi kežmarského kostela sv. Kříže. Díky této podobnosti a podobnosti interiérové figurální výzdoby se předpokládá, že na obou kostelech pracovali stejní kameníci. Čas ukončení prací na Kremnickém kostele – rok 1488 – se překrývá s rokem výstavby štiavnické kaple sv. Anny, jako součásti budoucího kostela, což podporuje tuto teorii.

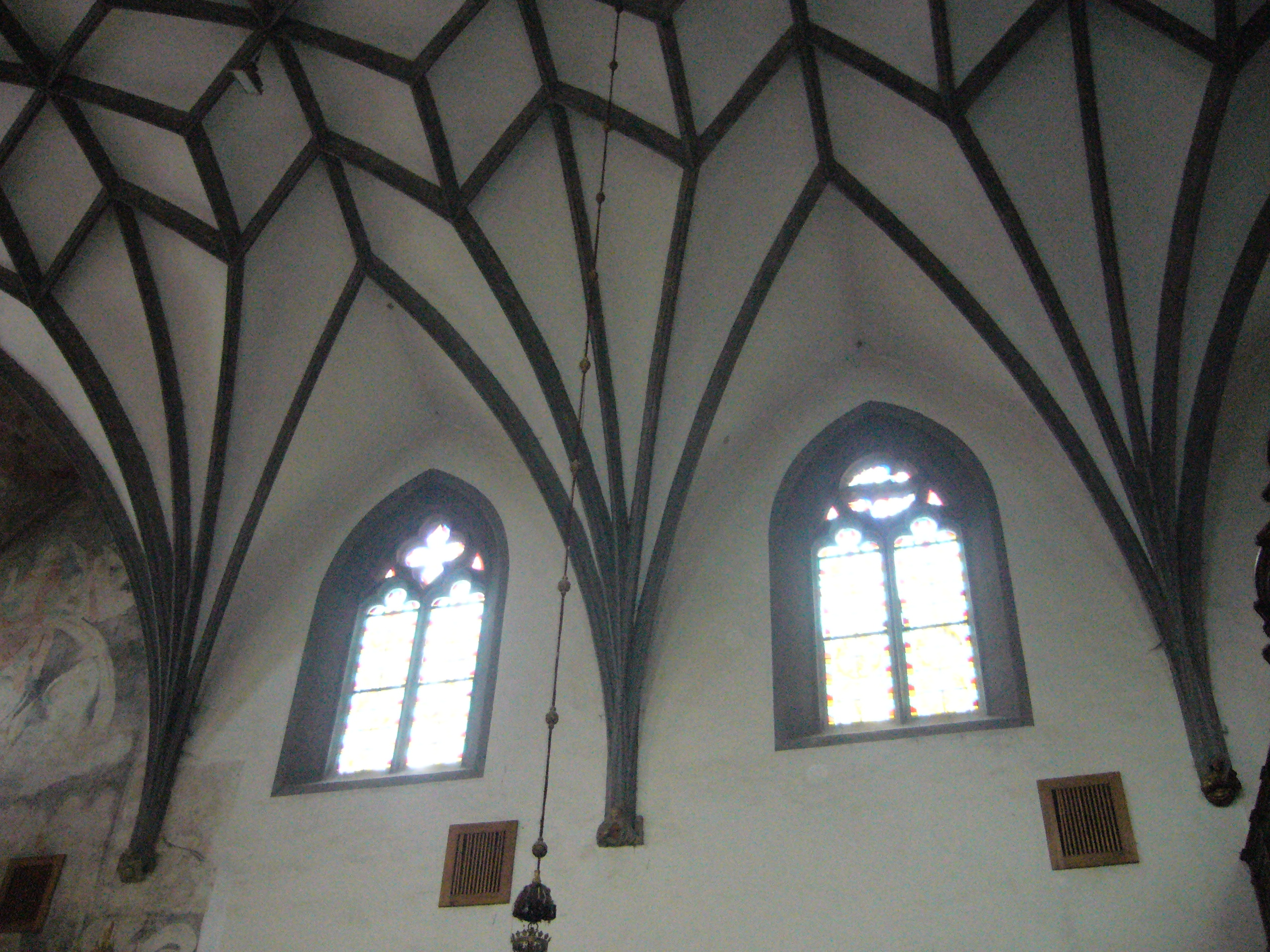
pohled na gotické okná a klenbu
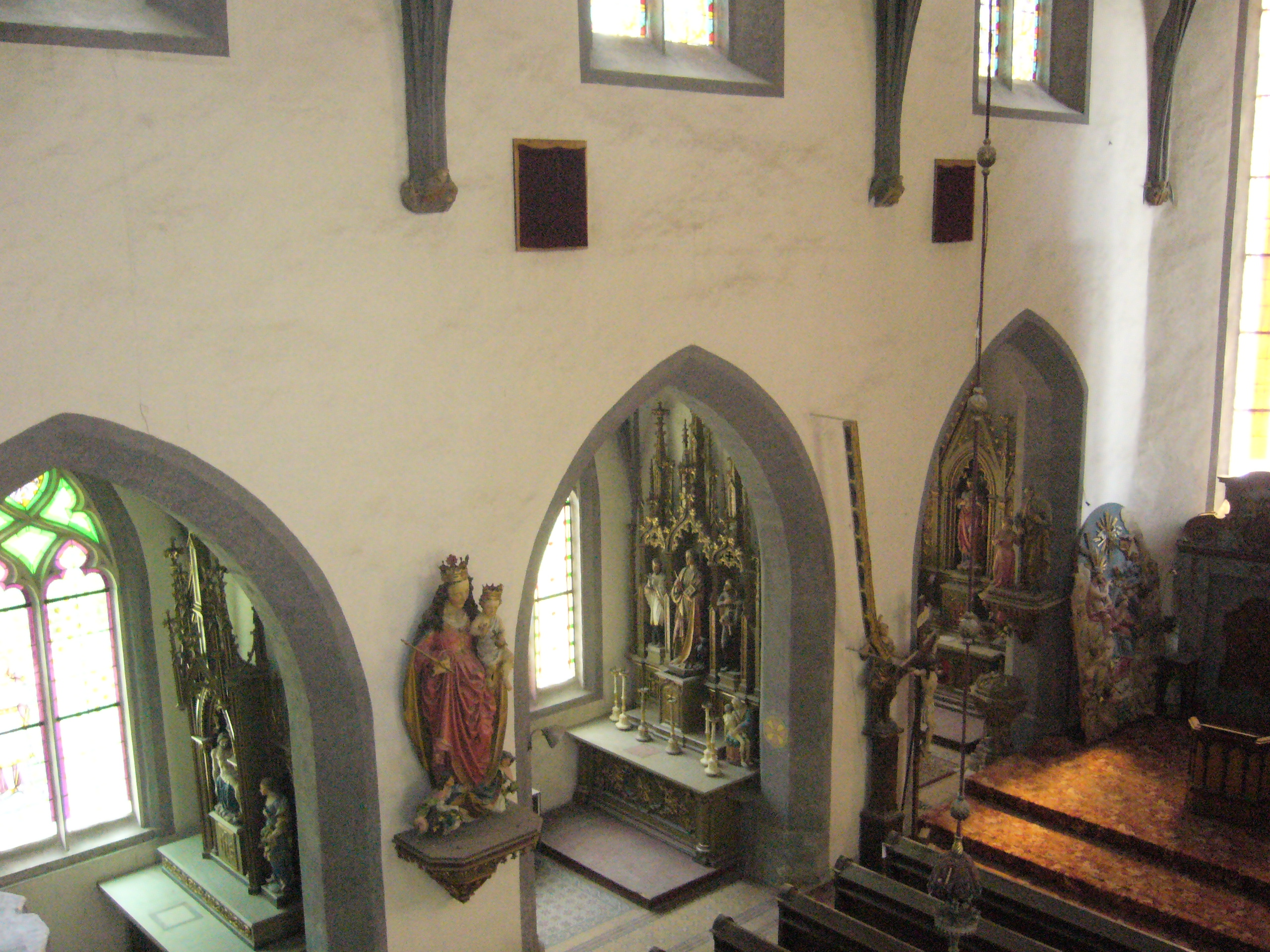
pohled z chóru na kapličky
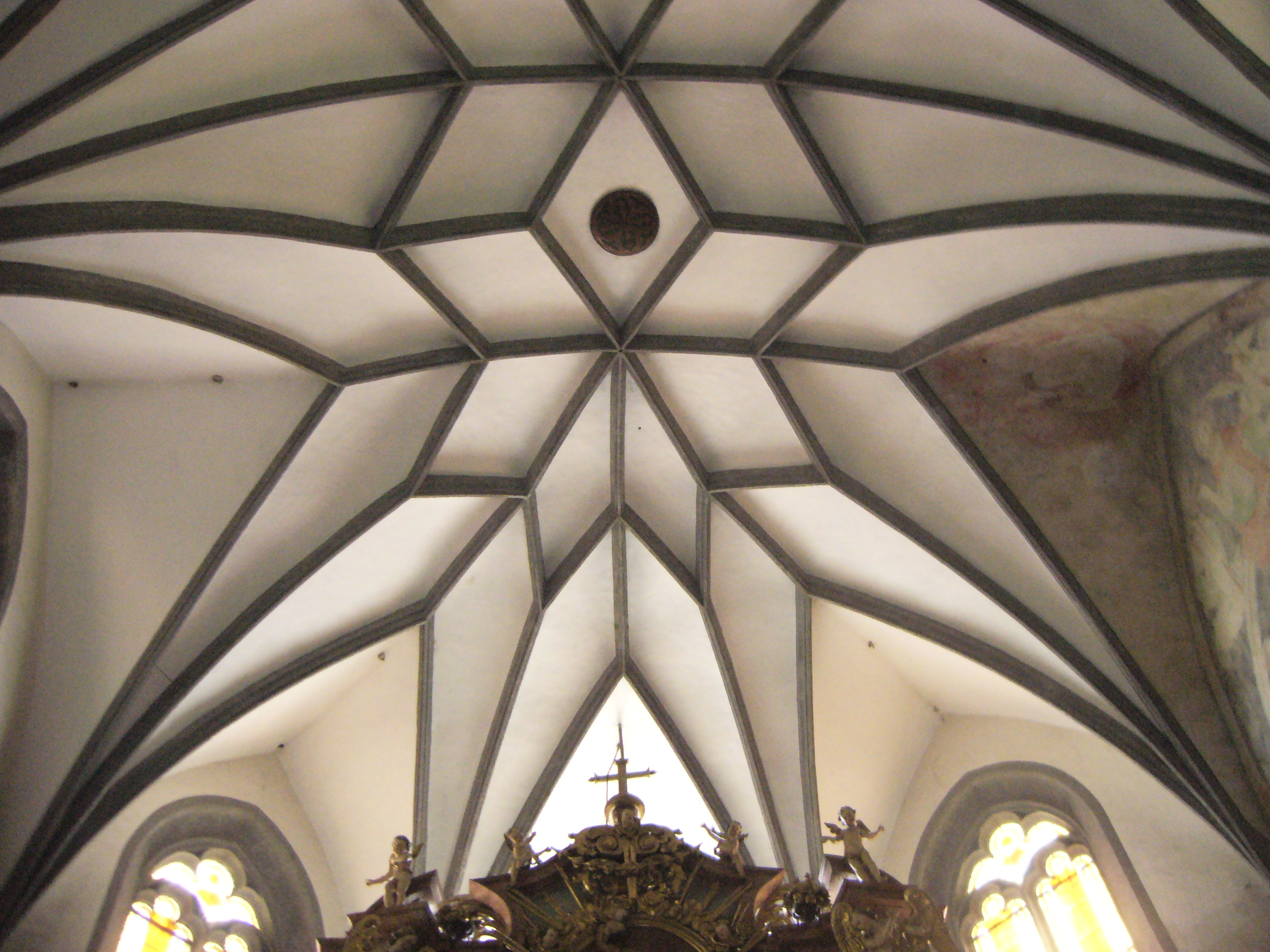
hvězdicová klenba
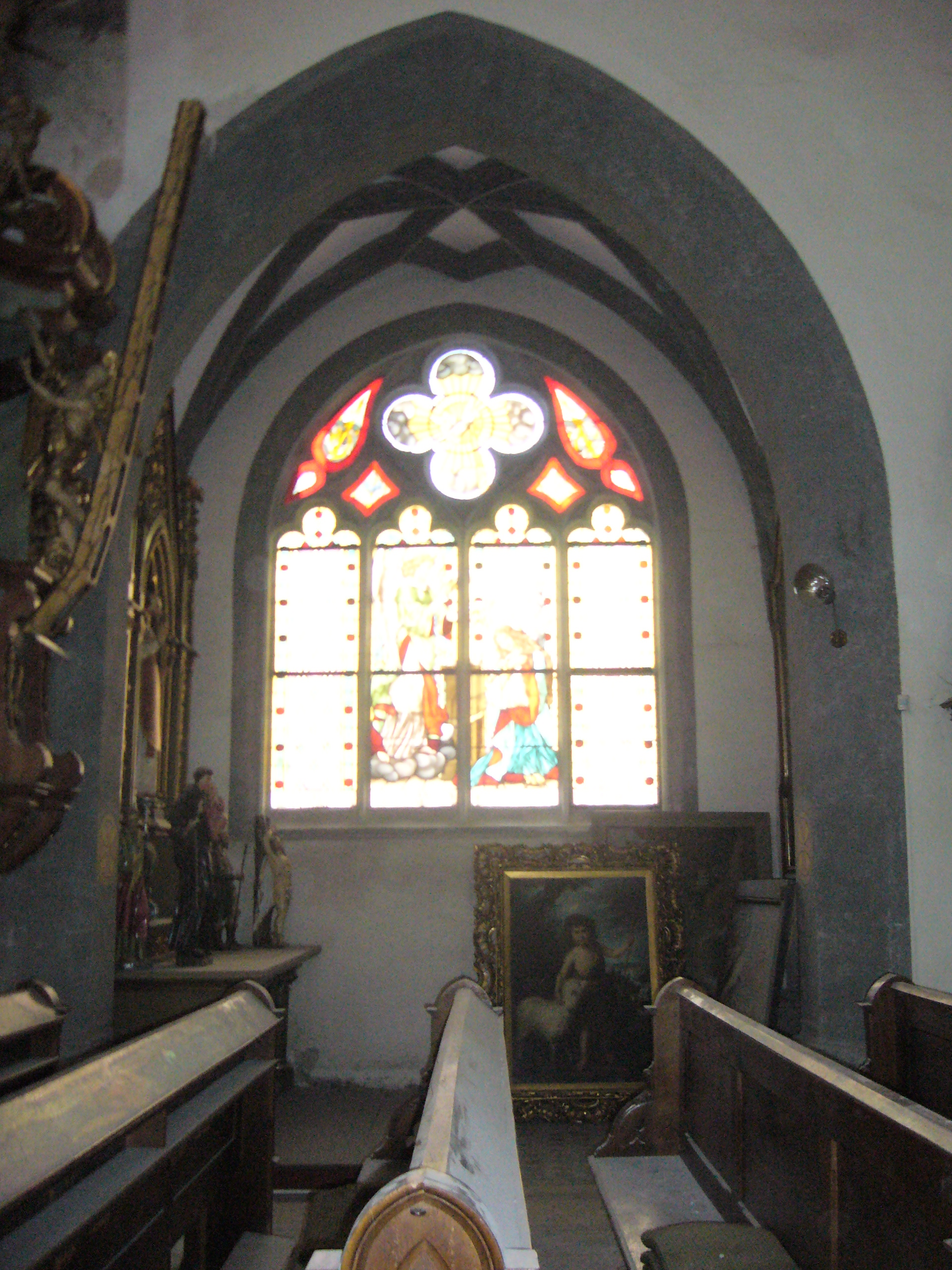
gotické okno jedné ze tří severních kaplí

## Inventář
Z původního gotického inventáře je dochována velmi cenná, bohatě zdobená kamenná křtitelnice ze 16. století, kříž z 15. století a pozdně gotická socha panny Marie - je to umělecky významná dřevěná socha Madony ze 16. století, která pochází z původního pozdně gotického hlavního oltáře.